# Droit de la communication
 (février 2022).
Le droit de la communication est une spécialité du droit s'intéressant aux activités de publication d'informations, orale ou écrite. Cela inclut l'étude des médias, de leurs structures, de leurs organisations, de leurs composantes. Le droit de la communication s'intéresse au statut des journalistes, des agences de presse, des messageries de presse. Il étudie également l'exercice par les citoyens de la liberté d'expression par les citoyens.
En France, le droit de la communication repose entre autres sur l'article 11 de la Déclaration des droits de l'homme et du citoyen de 1789 : « La libre communication des pensées et des opinions est un des droits les plus précieux de l'Homme : tout Citoyen peut donc parler, écrire, imprimer librement, sauf à répondre de l'abus de cette liberté dans les cas déterminés par la Loi. »